# سيزار زامبرانو
سيزار زامبرانو (بالإنجليزية: Cesar Zambrano)‏ هو لاعب كرة قدم أمريكي، ولد في 12 يوليو 1984 في شيكاغو في الولايات المتحدة. لعب مع كولورادو رابيدز.

## وصلات خارجية
- سيزار زامبرانو على موقع الدوري الأمريكي (الإنجليزية)
- سيزار زامبرانو على موقع إي إس بي إن إف سي (الإنجليزية)
- سيزار زامبرانو على موقع قاعدة بيانات كرة القدم.إي يو (الإنجليزية)